# はわい丸
はわい丸（はわいまる）は、かつて大阪商船・南洋海運が所有・運航していた貨客船。太平洋戦争中、陸軍省により徴用され輸送任務中に撃沈された。この項では姉妹船の第二大福丸についても記述する。
文中、トン数表示のみの船舶は大阪商船の船舶である。

## 船歴

### 建造の経緯
大阪商船は1909年（明治42年）7月3日に開設し、たこま丸型貨客船で運航されていたタコマ線（香港〜タコマ間。途中マニラ、上海、長崎、門司、神戸、四日市、横浜、ビクトリア、シアトルに寄港）の増便を目的として川崎重工業神戸造船所に発注。これを受けて建造されたのが本船である。1914年（大正3年）11月15日、造船所番号第374番船として起工。1915年（大正4年）5月18日に進水し命名。1915年7月27日に竣工した。船名はハワイから。大阪商船としては初めての9,500総トン級の大型船で、まにら丸型貨客船は準姉妹船である他、日本海軍の給糧艦間宮ははわい丸の設計を手直しして建造されている。

### 就航後
竣工した「はわい丸」はさっそくタコマ線に就航。その後、準姉妹船の「まにら丸」（9,519トン）の投入により、タコマ線は使用船6隻、年26航海を行うまでに成長した。1925年（大正14年）3月、前年の「まにら丸」に続いて「はわい丸」も南米航路航路に投入され、それに伴い、重油専燃缶への換装が行われた。2隻に続いて「さんとす丸」級が就航したころのルートは神戸、長崎、香港、サイゴン、シンガポール、コロンボ、ダーバン、ポートエリザベス、ケープタウン、リオデジャネイロ、サントス、ブエノスアイレス、サントス、リオデジャネイロ、ニューオーリンズ、ガルベストン、クリストバル、ロサンゼルス、横浜、神戸であった（長崎とポートエリザベスは「はわい丸」級のみ寄港）。戦前の南米移民ブームの際にはこの航路を使用して南米に向かった者も多くいた。
「ぶゑのすあいれす丸」と「りおでじゃねろ丸」が就航すると「はわい丸」と「まにら丸」はアフリカ東岸航路に移された。1931年に日本郵船が西航南米航路から撤退するとアフリカ東岸航路が南米まで延伸され、「はわい丸」他4隻が就航した。

### はわい丸コレラ事件
1928年（昭和3年）、航行中の「はわい丸」でコレラが発生した。「はわい丸」は3月17日に神戸を出港し、長崎、香港を経て3月27日にサイゴンに入港した。当時サイゴンではコレラが蔓延しており、その情報は日本政府も航行中の船へと通報していたのだが、「はわい丸」はコレラ蔓延を知ったにも拘らずサイゴンに寄港し、食料や水の補給に加えて客1人を乗船もさせている。3月31日、「はわい丸」はシンガポールに到着。4月1日の出港後すぐ、船内でコレラの集団感染が発生し、「はわい丸」はシンガポールに引き返した。当時の乗客数は772人で、そのうち580人は契約移民であった。患者数は諸説あるが、53人とするのが有力であり、17人が死亡した。患者の中にはサイゴンでの乗船客も含まれる。シンガポールでは消毒や乗員乗客全員に対するワクチン接種と検便が行われ、4月中旬にはコレラの終息を見て5月2日に「はわい丸」は出港した。保菌者およびその家族合わせて15名がシンガポールに残された。

### 陸軍徴用船
1940年（昭和15年）2月、南米航路は東航線と西航線に分割。世界情勢の悪化により同年9月には西航線が、翌1941年（昭和16年）7月には東航線が休止となり、1941年（昭和16年）9月29日、はわい丸は日本陸軍に徴用されて陸軍輸送船となり、陸軍船番号832番が付与された。12月7日1730、はわい丸はぶりすべん丸（大阪商船、5,425トン）、高雄丸（大阪商船、4,282トン）、春幸丸（大同海運、4,027トン）他輸送船2隻でビガン攻略作戦に参加。第9駆逐隊（朝雲、夏雲、峯雲。山雲欠）、第17号掃海艇他掃海艇4隻、第6号、10号、11号、12号、16号、17号、18号駆潜艇の護衛を受けて馬公を出港。10日にビガンに到着して上陸作戦に従事するが、その際空爆を受けて中破。その後修理を受ける。
1942年（昭和17年）3月9日、はわい丸は明宇丸（大正海運、8,230トン）他輸送船1隻と共に歩兵第4連隊を乗せ、特設砲艦長白山丸（朝鮮郵船、2,131トン）の護衛で呉淞を出港。14日にリンガエン湾に到着して揚陸作業を行った。10月9日、はわい丸はあふりか丸（大阪商船、9,500トン）、ろんどん丸（大阪商船、7,104トン）と船団を編成し、護衛を受けずにサイゴンを出港。途中基隆に寄港して馬公に向かっている最中の20日夜、船団は北緯24度26分 東経120度26分 / 北緯24.433度 東経120.433度の台湾西岸大甲渓川口沖で米潜フィンバック(USS Finback, SS-230)に発見された。日が変わった10月21日0104、フィンバックは二番船あふりか丸に対して魚雷を2本ずつ発射。あふりか丸の左舷4番船倉と5番船倉の間、2番船倉に1本ずつが命中し、あふりか丸は0110に沈没。また、ろんどん丸にも魚雷を命中させたが、ろんどん丸は辛うじて沈没を免れた。その後、2隻は馬公を経由して横浜に到着した。
1943年（昭和18年）2月、はわい丸は南洋海運の事業施設拡充に伴い現物出資され、南洋海運所有となった。3月6日、はわい丸は三笠丸（東亜海運、3,143トン）、山萩丸（山下汽船、5,429トン）、対馬丸（日本郵船、6,754トン）と共に第134船団を編成し、駆逐艦早苗の護衛で門司を出港。11日に高雄に到着した。4月3日、はわい丸は蘭軍捕虜1000名、英軍捕虜5名を乗せて昭南を出港。6日にはサイゴン川に到着し、8日に出港。15日に高雄に到着。停泊中、赤痢により船内で蘭軍捕虜の一部が死亡した。18日、高雄を出港し、25日に門司に到着して捕虜を降ろした。5月26日、はわい丸は解傭され、軍の徴用を受けないまま軍事輸送に従事する陸軍配当船に指定され、陸軍配当船番号5083番が付与された。11月6日、はわい丸は船団に加わり、蘭軍捕虜1230名、英軍捕虜150名を乗せて昭南を出港。船団はインドシナと中国の海岸に沿って航行するが、台湾近海で台風に遭遇。はわい丸は高雄に被泊した。26日、はわい丸は逓信省平時標準K型貨物船改装応急タンカー青南丸（日本製鐵、5,401トン）、海軍配当船日達丸（日産汽船、2,858トン） 、陸軍特殊船あきつ丸（日本海運、9,190トン）他輸送船7隻で第222船団を編成し、水雷艇友鶴の護衛で高雄を出港。27日0930、船団は北緯25度04分 東経119度40分 / 北緯25.067度 東経119.667度の鳥邱嶼東北東12浬地点付近でアメリカ陸軍航空隊のB-17の空爆と機銃掃射を受けて友鶴が損傷。0945には海軍徴用船箱根丸（日本郵船、10,420トン）が至近弾により行動不能になり、1715に沈没した。はわい丸は箱根丸の乗船者900名を救助。船団は上海に寄港し、12月3日に門司に到着。4日に捕虜を降ろした。うち、英軍捕虜は大牟田に送られ、石炭鉱夫として労働することとなった。
1944年（昭和19年）3月23日、はわい丸はのるほうく丸（川崎汽船、6,576トン）、特設運送船第二号興東丸（朝鮮郵船、3,557トン）他輸送船3隻でサタ12船団を編成し、第21号、41号駆潜艇の護衛でサンジャックを出港。27日、マニラに到着してのるほうく丸、第二号興東丸、護衛を分離。代わりに輸送船7隻と護衛の特設駆潜艇第二鶚丸（日本海洋漁業統制、265トン）を編入し出港。4月2日、ルソン島近海で水雷艇鷺、第36号駆潜艇が合流。4日、船団は高雄に到着した。この頃、陸軍配当船の指定が解かれたはわい丸は基隆に移動。13日、のるほうく丸、1K型戦時標準貨物船の日置丸（日本郵船、5,320トン）、白鹿丸（辰馬汽船、8,152トン）他輸送船10隻で船団を編成し、駆逐艦刈萱、特設砲艦北京丸（大連汽船、2,266トン）の護衛で基隆を出港。20日に門司に到着した。27日、北緯33度13分 東経135度59分 / 北緯33.217度 東経135.983度の四国近海で米潜シードラゴン(USS Seadragon, SS-194)から発射された魚雷1本を被雷。はわい丸は右に大きく傾いた末に、沈没を防ぐため浦神港（那智勝浦町）近辺の浅瀬に座礁した。はわい丸はその後修理を受ける。

### 沈没
11月30日午前9時、はわい丸は2A型戦時標準貨物船江ノ浦丸（日本郵船、6,968トン）、海軍配当船で2AT型戦時応急タンカーの延長丸（日本郵船、6,888トン）、海軍配当船で2AT型戦時応急タンカーの延元丸（日本郵船、6,890トン）等輸送船15隻で編成されたミ29船団に加わり、駆逐艦朝顔、海防艦生名、干珠、新南、第41号海防艦、第66号海防艦、第223号駆潜特務艇の護衛を受けて門司を出港。12月1日深夜、船団は米潜シーデビル(USS Sea Devil, SS-400)にレーダーにより発見される。翌2日4時14分、北緯30度24分 東経128度17分 / 北緯30.400度 東経128.283度の屋久島西方約150キロ地点付近で、シーデビルは魚雷4本を中型貨物船に向けて発射したものの、命中しなかった。0424、シーデビルは魚雷2本を大型貨物船に向けて発射。40秒後、はわい丸の2番船倉に魚雷1本が命中。魚雷命中により搭載していた搭載中の爆薬が誘爆し、直後に4番船倉のドラム缶入りガソリンが引火誘爆。大爆発したはわい丸はわずか40秒で沈没した。4時29分、シーデビルは距離1,200メートルにある大型貨物船に対して、艦尾発射管から4本の魚雷を発射。1分後、2AT型戦時応急タンカー安芸川丸（川崎汽船、6,895トン）の4番船倉に第1弾が、その30秒後に3番船倉に第2弾が命中。0520、安芸川丸は4番船倉の被雷部で船体が折損し、0607に沈没した。このとき沈没した輸送船には巨人軍の名投手であった沢村栄治が乗船しており、この12月2日の雷撃で戦死している。『日本商船隊戦時遭難史』によれば、この日に沈没した輸送船は安芸川丸とはわい丸だけであり、沢村はそのどちらかに乗船していたと見られている。
はわい丸には四式肉薄攻撃艇60隻、陸軍車両50両、弾薬・ドラム缶詰めのガソリン等軍需物資が搭載されていた他、シンガポールへ進出する海上挺進第22戦隊、同戦隊基地第22大隊、満州からマニラに進出する第23師団の一部、計1843名、船砲隊及び警戒隊計83名、船長以下船員148名、合計2074名が乗船しており、海上挺進第22戦隊隊員2名を除き全員が戦死。救助された2名も沈没時の負傷がもとで台湾の病院で死亡した。安芸川丸でも陸軍高射砲隊409名、便乗者16名、鋼材、開発資材各750トンを乗せており、陸軍兵士244名、警戒隊7名、便乗者1名、船員18名が戦死したほか、救命ボートで脱出して諏訪之瀬島に漂着した生存者79名のうち、2名が死亡した。また、貨物船伯剌西爾丸（大洋興業、5,860トン）が自らが投下した爆雷の炸裂により損傷する。船団はシーデビルによる安芸川丸とはわい丸の撃沈で支離滅裂となってしまう。その後各船ばらばらに高雄に到着し、同地で船団は解散された。

## 同型船
はわい丸の同型船として、川崎重工業神戸造船所で造船所番号第388番船として1916年（大正5年）5月11日に起工、1917年（大正6年）2月8日に進水・命名。1917年3月17日に竣工した第二大福丸（川崎造船船舶部、9,399トン）がいる。
同船はストックボートとして建造され、竣工と同時にイギリスのFurness, Withy & Co. Ltd.に売却されてWar Kingに改名。1919年にはアメリカのダラー・ラインに売却されてM. S. Dollarに改名。1928年にはイギリスのCanadian American Nav.Co Ltd.に売却され、Chief Maquillaに改名されるが、同年12月28日にアリューシャン列島近海で荒天により沈没した。